# توشيو إير (سياسي)
توشيو إير (بالكانا:いりえ としお) هو قاضٍ وسياسي ياباني، ولد في 10 يناير 1901 في اليابان، وتوفي في 18 يوليو 1972. انتخب List of justices of the Supreme Court of Japan ‏ (30 أغسطس 1952 – 9 يناير 1971).